# Thulendorf
Thulendorf é um município da Alemanha, situado no distrito de Rostock, no estado de Mecklemburgo-Pomerânia Ocidental. Tem 10,69 km² de área, e sua população em 2019 foi estimada em 663 habitantes.